# 2010 في بيرو
فيما يلي قوائم الأحداث التي وقعت خلال عام 2010 في بيرو.

## سياسة

### انتهاء فترة المنصب
- 14 سبتمبر – خافيير فيلاسكيز رئيس مجلس الوزراء البيروفي [الإنجليزية]‏.

## الأحداث
- 22 فبراير: حادث مروري يخلف 38 قتيلاً في بيرو.[1]
- 1 أكتوبر: حكمت المحكمة الأولى لمكافحة الفساد على المستشار الرئاسي السابق فلاديميرو مونتيسينوس بالسجن لمدة 25 عامًا بتهمة انتهاك حقوق الإنسان.[2]

## رياضة
- 1 يناير – الدوري البيروفي لكرة القدم 2010 الفائز Club Deportivo Universidad de San Martín de Porres [الإنجليزية]‏.
- 1 يناير – دوري الدرجة الثانية البيروفي 2010 الفائز Cobresol [الإنجليزية]‏.
- 1 يناير – كوبا بيرو 2010 الفائز Unión Comercio [الإنجليزية]‏.

### يناير
- 12 يناير – ميغيل أنخيل دي لا فلور (مواليد 1924)

### مايو
- 5 مايو – لوتشو باريوس (مواليد 1935) موسيقي بيروفي.